# Ben & Tan
Ben & Tan — датский дуэт, который должен был представлять Данию на отменённом конкурсе песни Евровидение-2020 в Роттердаме, Нидерланды, с песней «Yes». Состоит из Бенджамина Розенбома и Тэн Бэллсен. Дуэт был создан в то время, когда участники соревновались в двенадцатом сезоне X Factor.